# Neoclytus burmeisteri
Neoclytus burmeisteri là một loài bọ cánh cứng trong họ Cerambycidae.